# 林強 (1964年)
林強（英語：Lim Giong，1964年6月7日—），本名林志峰，為臺灣的歌手、电影演員、DJ、詞曲作家、電影配樂製作人，於中學時代舉家搬至臺中市中區居住。林強以臺語歌曲〈向前走〉一曲成名，以摇滚乐編曲，打破了台語歌曲長期以來的悲情曲風，被視為是「新臺語歌運動」中的代表作品之一。

## 生平
林強出生於彰化縣彰化市。他自述，小時候住在彰化孔廟對面，把孔廟當成自己的專屬遊樂場，在神桌上打桌球，把祭壇斜坡當滑梯，把屋瓦飛檐當標靶。2008年，他許願「每到一個城市，都要盡可能去孔廟，去跟孔子三鞠躬賠罪」。
林強父親愛唱演歌，林強在國中時期愛上音樂。林強國中時期正值校園民歌全盛時期，老師在講台前上課，他則在課桌抽屜裡放著歌本偷偷哼唱。升上高中，林強全家從彰化縣遷居臺中市中區，改開豬腳店；但林強對豬腳沒有太大興趣，他學吉他，並且和同學合組樂團「Runner」，整天在豬腳店地下室練團。高中唸了五年、換了三間學校，後來還靠母親透過關係拜託，林強才勉強從青年高中音樂班畢業。
1986年，退伍的林強遠赴臺北市吉林路與長春路一帶，租下合租房一席月租新臺幣二千元的床位，只求找到一份與電影或音樂相關的工作。林強做過影音包廂電影劇情簡介作者、鴻源百貨海山唱片專櫃店員。
1987年台灣解嚴後，林強受到林雙不著書《大聲講出愛台灣》的影響，喚醒了他「台語本來就是我們的母語」的靈魂。1988年，林強參加木船民歌西餐廳歌唱比賽，沒有得名；決賽時，只有他唱自己寫的台語歌〈茫．惘．夢〉，其他歌手都唱國語歌；決賽結束後，真言社傳播創辦人倪重華找上林強當製作助理，讓他學唱片製作。2013年倪重華發表新書《鏗鏘真言》，書中回憶他初見林強的景象。林強任職真言社製作助理期間寫了很多台語歌，李宗盛、羅大佑、陳昇、沈光遠等人都聽了一輪，他們說「不然來做一張台語的（唱片）」。
1990年12月，滾石唱片發行林強首張台語專輯《向前走》，大賣四十萬張。因《向前走》一夕成名的林強被滾石唱片包裝成偶像藝人，被迫捨棄路邊攤的隨興品味、改穿Armani服裝，在綜藝節目上隨著主持人的無聊訪談起舞；更由於被賦予「新台語歌運動第一人」名號，他在各種公開、非公開的場合都必須暢談被滾石唱片定調的理念，努力營造健康、清新的形象。1992年，波麗佳音發行林強第二張台語專輯《春風少年兄》，大賣五十萬張，但是林強的三首非主流創作和陳昇的部分作品都被波麗佳音擱置。
林強玩音樂的時代，迷上英國前衛搖滾樂團平克·弗洛伊德。退出歌壇以前，林強想「試一下台語歌可以做到什麼程度」，與英國唱片製作人John Fryer合作打造自己最後一張台語專輯《娛樂世界》。《娛樂世界》曲風揉入重金屬音樂、電子音樂、舞曲等元素，但1994年上市後負評如潮，只賣了五萬張，林強自言「好多人寄回來罵」。在導演侯孝賢引領下，林強遁入電影配樂的世界，不寫台語歌。
1990年到2000年這段期間，林強出過個人專輯、演過電影、當過DJ、辦過派對。1999年，林強與朋友們成立流體音樂工作室（Fluid-mix Productions），專心在電影配樂及紀錄片配樂的工作上，也有少許的電視廣告音樂。在電影配樂上，林強經常與侯孝賢、賈樟柯以及國際上新進優秀的年輕導演合作。
1999年，林強、黃凱宇、林志堅、曹子傑等人集結各人文稿知識，出版電子舞曲專書《電子舞曲聖經》。
閒暇之餘，林強從2004年開始用筆記型電腦創作，並與電腦影像、VJ、視覺藝術家做跨領域的結合，合作對象包括舞蹈、偶戲、廟會、古琴、畫家、裝置藝術家等等。林強先後到過中國大陸、馬來西亞、新加坡、法國、瑞士做電腦影音的演出，也參與創用CC在台灣的推動。
2005年，林強在坎城影展發表結合影像與音樂的新作品，取材自國立故宮博物院贊助的數位內容、以及其他台灣藝術家的影像創作，令在場的各國觀眾及藝評者為之驚豔。2008年，林強與台灣其他多媒體藝術創作者合作的作品〈光音種子〉在國立台灣美術館展出四個月之久，還獲邀至新加坡國際華人藝術節演出。
2013年，林強獲得第50屆金馬獎最佳原創電影音樂時曾說：「現在批評社會的聲浪很多，批評是阻力，鼓勵才是動力，這是最好的證明」。
2017年，一場林強與大學生的公開演講，講台後方的電視機重複播放林強的代表音樂作品，包括〈向前走〉MV；看著〈向前走〉MV裡中分頭、穿著白色T恤加牛仔褲、在臺北車站大廳唱跳的自己，林強自嘲，「我有時候蠻刻意去逃避過去那個人」。
2017年台北電影節，林強應台北電影節總監沈可尚邀請成為本屆主題人物，展出自己歷年配樂作品，還成為策展專題〈電影正發生〉的重心，在臺北市中山堂開放觀眾參觀他的創作過程。
2018年1月，林強接受中央通訊社專訪時說，他覺得台語文的發展經常不由自主落入對立、二分法甚至泛政治化的局面。他說，並不是「為了台語、本土文化，就得徹底揚棄中國的一切」，不需要因為意識形態而刻意切割那麼悠久的文化、古籍，「中國人孝順父母，難道台灣人不這麼做？......刻意切割，台灣文化會更狹隘。別人小，沒關係，我們要大、我們得有氣度。」「要突破意識形態，不要為了什麼『台灣本土文化』就排他、就認為『中國的東西都跟台灣無關』。我們就是盡量用台語。如此，民族才會有自信，我們才會自在。」

## 爭議

### 2002年墾丁吸毒派對
2002年7月6日凌晨，屏東縣政府警察局破獲一起在墾丁小灣沙灘舉辦的吸毒派對。該派對標榜反毒，實則在吸毒、販毒。林強與高捷是吸毒派對的協辦單位，事前對於吸毒販毒一事完全知情。林強還親自接送黑幫分子到花園渡假飯店投宿。林強表示︰「年輕人搖頭不足為奇，自己從前也嘗試過。」林強承認，派對當天他確實在DJ後台看到K他命交易，也有人被屏東縣政府警察局逮捕；他說，販毒有暴利，黑道、白道都會進來插手，他無能為力，「但是辦Rave Party，我都會要求主辦單位，請他們在Party的200公尺以外交易或談判」。高捷則在舉辦前就告訴墾丁社區發展協會，要拿十分之一的「化學（毒品）利潤」做淨灘活動。

### 拋棄長腦瘤的未婚妻
2013年，林強交往十年的未婚妻小君懷孕，林強原預定先讓小君把小孩生下來之後，兩人再於2014年結婚。後來小君流產，林強要小君辭掉台北的教職、回台中坐月子並準備結婚。不料小君辭掉工作、在台中坐月子的同時，因視力模糊而被診斷出長腦瘤，必須立即開刀。林強得知小君長腦瘤後，突然對小君態度丕變。小君才剛開完刀，林強就急著悔婚提分手。小君常年幫林強照顧生病的父母，為林家做牛做馬。林家人早已認定小君是林家的媳婦，苦勸林強不要始亂終棄；但是林強仍執意與小君分手，林強的媽媽因而氣得在中國醫藥大學附設醫院診間痛罵林強。

## 演出作品
MV
1989年《思念是一種病》演唱：齊秦

### 演員
- 1992年《少年吔，安啦！》導演：徐小明、監製：侯孝賢
- 1992年《只要為你活一天》導演：陳國富、監製：侯孝賢
- 1993年《戲夢人生》導演：侯孝賢
- 1995年《好男好女》導演：侯孝賢
- 1996年《南國再見，南國》導演：侯孝賢
- 1998年《天馬茶房》導演：林正盛
- 1999年《侯孝賢畫像》（法國電影）導演：奥利维耶·阿萨亚斯
- 2000年《哥兒們》導演：戴泰龍、連錦華
- 2001年公共電視文化事業基金會《人生劇展－一個住飯店的男人》導演：林正盛

### 旁白
- 2006年《綠的海平線》（Emerald Horizon），郭亮吟導演。
- 2009年《返家八千里：黑面琵鷺》（BIRD WITHOUT BORDERS），Dean Johnson導演，公共電視文化事業基金會發行，林強擔任台語版旁白，林懷民擔任國語版旁白。
- 2012年《跟著賴和去壯遊》，客家電視台紀錄片，林強台語旁白。

## 音樂作品

### 演唱類

#### 正規專輯
- 《向前走》（Marching Forward）（真言社傳播有限公司製作，滾石有聲出版社發行）1990年12月7日
- 《春風少年兄》（Spring Breeze Young man）（真言社傳播有限公司製作，波麗佳音發行）1992年1月30日
- 《娛樂世界》（Entertainment World）（真言社傳播有限公司製作，滾石有聲出版社發行）1994年3月18日
- 《時間浸漬》（Bioerosion）（財團法人開放文化基金會發行）2024年9月14日

#### EP
- 2020年 《光明的路》（滾石唱片發行）

#### 精選輯
- 1996年《魔岩十大天王之群魔亂舞》
- 2001年 《2001向前走：十年精典》（The Best of Linchung）（魔岩唱片股份有限公司發行）

### 演奏類

#### 電影原聲帶
- 1992年《Dust of Angels》（電影《少年吔，安啦！》意象專輯）
- 1993年《只要為你活一天》（電影《只要為你活一天》原聲帶）
- 1996年《南國再見，南國》（電影《南國再見，南國》原聲帶）
- 2006年 《一年之初電影音樂概念專輯》特別收錄電影歌曲，音樂家 雷光夏〈海上花〉 、 Nylas 樂團〈Blow away the shadow from the sky〉(台灣：原子映像有限公司發行)
- 2015年《刺客聶隱娘》(The Assassin)（台灣：相信音樂國際股份有限公司發行）
- 2018年《地球最後的夜晚》電影原聲音樂 黑膠專輯（廣東音像出版社有限公司發行）
- 2021年《築城記》電影原聲音樂 黑膠專輯
- 2025年《女孩》

#### 電影配樂精選輯
- 1998年《電影家族》（侯孝賢電影原聲帶精選輯）
- 2007年《賈樟柯電影音樂作品集》
- 2013年《若水》（As Water）《林強電影音樂作品集》（廣州：例外服飾有限公司發行）

#### 概念專輯
- 2002年《歡樂電子中國年》（China fun）（台灣：歡樂資源國際股份有限公司發行）
- 2003年《電民謠》（Folk Paradise）（台灣：歡樂資源國際股份有限公司發行）
- 2005年《驚蟄》（Insects Awaken）（台灣：彗智數位影音有限公司發行，2005/09/20）
- 2016年《CHARINYEH音樂紀念集輯 - 生根向未 》（志樂制樂/ aspiration music production製作，葉珈伶國際開發有限公司發行）
- 2019年《查無此人 音樂概念專輯》（台灣：相信音樂國際股份有限公司製作發行）
- 2022年《單純的人》(LP)
- 2022年《別樣》(LP)
- 2024年《別境》(LP)

#### 電影配樂
- 1996年《南國再見，南國》導演：侯孝賢
- 2001年《千禧曼波》導演：侯孝賢
- 2002年《兩個夏天》導演：戴立忍
- 2004年《世界》導演：賈樟柯
- 2005年《寧静夏日》導演：藤田修平
- 2005年《愛麗絲的鏡子》導演：姚宏易
- 2005年《最好的時光》導演：侯孝賢
- 2006年《一年之初》導演：鄭有傑
- 2006年《三峽好人》導演：賈樟柯
- 2006年《東》導演：賈樟柯
- 2007年《我們的十年》導演：賈樟柯
- 2007年《無用》導演：賈樟柯
- 2008年《二十四城記》 導演：賈樟柯
- 2008年《迷樂上海》導演：David Verbeek
- 2008年《我們三個》導演：姚宏易
- 2009年《陽陽》導演：鄭有傑
- 2010年《海上傳奇》導演：賈樟柯
- 2010年《R U THERE》導演：David Verbeek
- 2010年《碧羅雪山》導演：劉杰
- 2011年《金城小子》導演：姚宏易
- 2011年《Hello！樹先生》導演：韓杰
- 2013年《天注定》導演：賈樟柯
- 2013年《忘了去懂你》導演：权聆
- 2015年《刺客聶隱娘》導演：侯孝賢
- 2015年《路邊野餐》導演：畢贛
- 2015年《德蘭》導演：劉杰
- 2016年《翡翠之城》導演：趙德胤
- 2016年《再見瓦城》導演：趙德胤
- 2017年《土地》導演：蘇弘恩
- 2017年《林北小舞》導演：陳玫君
- 2017年《強尼·凱克》導演：黃熙
- 2017年《西小河的夏天》導演：周全
- 2017年《笨鳥》導演：黃驥、大塚龍治
- 2017年《你的電影我的生活》導演：詹京霖
- 2018年《矮婆》導演：蔣能杰
- 2018年《江湖儿女》導演：贾樟柯
- 2018年《撞死了一只羊》導演：萬瑪才旦
- 2018年《地球最後的夜晚》導演：畢贛
- 2019年《灼人秘密》導演：趙德胤
- 2020年《莫爾道嘎》導演：曹金玲
- 2022年《我心我行》導演：姚宏易
- 2023年《車頂上的玄天上帝》導演：黃文英
- 2024年《风流一代》導演：贾樟柯
- 2024年《喬妍的心事》導演：趙德胤

#### 紀錄片配樂
- 1964年《台北之晨》導演：白景瑞(2020年全新配樂版)
- 2006年《綠的海平線》導演：郭亮吟 (旁白)
- 2006年《樂生》導演：張文馨
- 2009年《返家八千里：黑面琵鹭》導演：狄恩·强生/ 梁皆得 (旁白)
- 2014年《餘生.共游》導演：柯金源
- 2015年《老鷹想飛》導演：梁皆得
- 2016年《日常對話》導演：黃惠偵
- 2016年《我和我的T媽媽》導演：黃惠偵
- 2023年《守護黑面琵鷺》導演：梁皆得

#### 短片配樂
- 2009年《Wet Nana Dreamscape》導演：Jimmie Wing
- 2011年《愛的聯想之《科學松鼠會》》導演：陳濤
- 2011年《愛的聯想之《十二鄰》》導演：王晶
- 2011年《愛的聯想之《多背一公斤》》導演：魏星
- 2011年《語路》導演：賈樟柯、宋方、王子昭、陳濤、陳翠梅、陳摯恒、衛鐵共六位導演。
- 2017年《回程列車》導演：黃邦銓
- 2018年《起義》導演：林鈺庭
- 2019年《去年火車經過的時候》導演：黃邦銓

#### 舞作配樂
- 2016年《十三聲》編舞家：鄭宗龍；舞者：雲門2
- 2017年《大明》編舞家：鄭宗龍；舞者：澳洲雪梨舞團
- 2019年《乘法》編舞家：鄭宗龍；舞者：陶身體劇場
- 2019年《極相林》編舞家：何曉玫；舞者：Meimage Dance舞團
- 2020年《定光》編舞家、鄭宗龍；舞者：雲門舞集

#### 動畫配樂
- 2018年《地下鐵通勤》導演：徐國峰(拉瓦)

#### VR音樂
- 2019年《失身記》導演：黃心健

## 獎項紀錄

### 大型頒獎禮獎項
| 年份 | 授獎名稱             | 獎項                                                                      | 作品名稱                                                  | 結果 |
| ---- | -------------------- | ------------------------------------------------------------------------- | --------------------------------------------------------- | ---- |
| 1991 | 第3屆金曲獎          | 最佳年度歌曲                                                              | 《向前走》                                                | 獲獎 |
| 1992 | 第29屆金馬獎         | 最佳原創電影音樂                                                          | 《少年吔，安啦！》                                        | 提名 |
| 1996 | 第33屆金馬獎         | 最佳原創電影歌曲                                                          | 《南國再見，南國》                                        | 獲獎 |
| 2001 | 第38屆金馬獎         | 最佳原創電影音樂                                                          | 《千禧曼波》                                              | 獲獎 |
| 2001 | 第38屆金馬獎         | 最佳原創電影歌曲                                                          | 《千禧曼波》                                              | 提名 |
| 2004 | 第41屆金馬獎         | 最佳原創電影音樂                                                          | 《世界》                                                  | 提名 |
| 2006 | 第17屆金曲獎         | 最佳跨界音樂專輯                                                          | 《Insects Awaken 驚蟄》                                   | 獲獎 |
| 2006 | 第43屆金馬獎         | 最佳原創電影音樂                                                          | 《一年之初》                                              | 獲獎 |
| 2006 | 美國博物館協會謬思獎 | 最佳推廣與行銷類金獎 （The Gold Winner of the Promotional and Marketing） | 《國立故宮形象廣告：Old is New》 （任廣告配樂與形象代言） | 獲獎 |
| 2009 | 第11屆台北電影節     | 最佳音樂獎（劇情長片）                                                    | 《陽陽》                                                  | 獲獎 |
| 2009 | 第46屆金馬獎         | 最佳原創電影音樂                                                          | 《陽陽》                                                  | 提名 |
| 2010 | 第47屆金馬獎         | 最佳原創電影音樂                                                          | 《碧羅雪山》                                              | 提名 |
| 2010 | 第13屆上海國際電影節 | 最佳音樂獎                                                                | 《碧羅雪山》                                              | 獲獎 |
| 2013 | 第50屆金馬獎         | 最佳原創電影音樂                                                          | 《天注定》                                                | 獲獎 |
| 2013 | 比利時根特國際影展   | 最佳音樂獎 （The Georges Delerue Prize for Best Music）                   | 《天注定》                                                | 獲獎 |
| 2015 | 第52屆金馬獎         | 最佳原創電影音樂                                                          | 《刺客聶隱娘》                                            | 提名 |
| 2015 | 第68屆坎城影展       | 坎城電影原聲帶獎 （PRIX DU JURY CANNES SOUNDTRACK AWARD）                 | 《刺客聶隱娘》                                            | 獲獎 |
| 2016 | 第53屆金馬獎         | 最佳原創電影音樂                                                          | 《翡翠之城》                                              | 獲獎 |
| 2016 | 第10屆亞洲電影大獎   | 最佳原創音樂 （10th Asian Film Awards Best Original Music）               | 《刺客聶隱娘》                                            | 獲獎 |
| 2016 | 第27屆金曲獎         | 演奏類最佳專輯製作人                                                      | 《刺客聶隱娘電影原聲專輯》                                | 獲獎 |
| 2016 | 第18屆台北電影節     | 最佳音樂獎(紀錄片)                                                        | 《翡翠之城》                                              | 獲獎 |
| 2017 | 第54屆金馬獎         | 最佳原創電影音樂                                                          | 《強尼·凱克》                                             | 提名 |
| 2018 | 第55屆金馬獎         | 最佳原創電影音樂                                                          | 《地球最後的夜晚》                                        | 獲獎 |
| 2019 | 第13屆亞洲電影大獎   | 最佳原創音樂 （13th Asian Film Awards Best Original Music）               | 《撞死了一隻羊》                                          | 提名 |
| 2019 | 第21屆台北電影獎     | 最佳配樂                                                                  | 《去年火車經過的時候》                                    | 提名 |
| 2019 | 第56屆金馬獎         | 最佳原創電影音樂                                                          | 《灼人秘密》                                              | 提名 |
| 2020 | 第22屆台北電影獎     | 最佳配樂                                                                  | 《灼人秘密》                                              | 獲獎 |
| 2022 | 第59屆金馬獎         | 最佳原創電影音樂                                                          | 《我心我行》                                              | 提名 |
| 2023 | 第34屆金曲獎         | 最佳單曲製作人獎                                                          | 持修〈時尚!〉                                             | 提名 |

### 榮譽
| 年份 | 主辦單位   | 榮譽                           |
| ---- | ---------- | ------------------------------ |
| 2015 | 金音獎     | 傑出貢獻獎                     |
| 2018 | 國家文藝獎 | 第二十屆 電影類-電影音樂創作者 |

## 外部連結
- 林強的Facebook專頁
- 林強在互联网电影资料库（IMDb）上的資料（英文）
- 林強在香港影庫上的簡介（繁體中文）
- 林強在豆瓣上的资料（简体中文）
- 林強在时光网上的簡介（简体中文）